# Джеред Дадлі
Джеред Ентоні Дадлі (англ. Jared Anthony Dudley, нар. 10 липня 1985, Сан-Дієго, Каліфорнія, США) — американський професіональний баскетболіст, що виступав за декілька команд НБА. Згодом — тренер.

## Ігрова кар'єра
Починав грати в баскетбол у команді старшої школи Горайзон (Сан-Дієго, Каліфорнія). На університетському рівні грав за команду Бостон Коледж (2003–2007). На останньому курсі був лідером команди за набраними очками та підбираннями.
2007 року був обраний у першому раунді драфту НБА під загальним 22-м номером командою «Шарлотт Бобкетс». Дебютував у лізі 24 листопада 2007 року у матчі проти «Бостон Селтікс» та набрав 11 очок та 9 підбирань. Протягом сезону набирав 5,8 очка за гру.
З 2008 по 2013 рік грав у складі «Фінікс Санз». У сезоні 2009-2010 був ключовим гравцем команди та допоміг дійти їй до фіналу Західної конференції, де вона програла «Лос-Анджелес Лейкерс». У сезоні 2012-2013, після того, як команду залишили ветерани Стів Неш та Грант Гілл, став одним з двох капітанів «Фінікса» разом з Джермейном О'Нілом. 27 грудня 2012 року провів свій найрезультативніший матч у кар'єрі, набравши 36 очок проти «Нью-Йорк Нікс».
10 липня 2013 року перейшов до «Лос-Анджелес Кліпперс», у складі якої провів наступний сезон своєї кар'єри.
Наступною командою в кар'єрі гравця була «Мілвокі Бакс», за яку він відіграв один сезон.
З 2015 по 2016 рік грав у складі «Вашингтон Візардс».
2016 року повернувся до складу «Фінікс Санз» де провів два роки.
20 липня 2018 року був обміняний до «Бруклін Нетс» в обмін на драфт-пік 2021 року та Даррелла Артура.
7 липня 2019 року підписав контракт з «Лос-Анджелес Лейкерс». Того ж сезону став чемпіоном НБА у складі команди.

## Кар'єра тренера
У серпні 2021 року оголосив про завершення ігрової кар'єри та початок тренерської. Він став помічником Джейсона Кідда, головного тренера «Даллас Маверікс».

## Статистика виступів в НБА
| † | Позначає сезон, в якому Дадлі ставав чемпіоном НБА |

### Регулярний сезон
| Сезон             | Команда                 | GP  | GS  | MPG  | FG%  | 3P%  | FT%   | RPG | APG | SPG | BPG | PPG  |
| ----------------- | ----------------------- | --- | --- | ---- | ---- | ---- | ----- | --- | --- | --- | --- | ---- |
| 2007–08           | «Шарлотт Бобкетс»       | 73  | 14  | 19.0 | .468 | .220 | .737  | 3.9 | 1.1 | .8  | .1  | 5.8  |
| 2008–09           | «Шарлотт Бобкетс»       | 20  | 7   | 21.4 | .469 | .375 | .625  | 3.0 | 1.0 | .9  | .1  | 5.4  |
| 2008–09           | «Фінікс Санз»           | 48  | 0   | 15.2 | .481 | .394 | .691  | 3.0 | .8  | .8  | .1  | 5.5  |
| 2009–10           | «Фінікс Санз»           | 82  | 1   | 24.3 | .459 | .458 | .754  | 3.4 | 1.4 | 1.0 | .2  | 8.2  |
| 2010–11           | «Фінікс Санз»           | 82  | 15  | 26.1 | .477 | .415 | .743  | 3.9 | 1.3 | 1.1 | .2  | 10.6 |
| 2011–12           | «Фінікс Санз»           | 65  | 60  | 31.1 | .485 | .383 | .726  | 4.6 | 1.7 | .8  | .3  | 12.7 |
| 2012–13           | «Фінікс Санз»           | 79  | 50  | 27.5 | .468 | .391 | .796  | 3.1 | 2.6 | .9  | .1  | 10.9 |
| 2013–14           | «Лос-Анджелес Кліпперс» | 74  | 43  | 23.4 | .438 | .360 | .655  | 2.2 | 1.4 | .6  | .1  | 6.9  |
| 2014–15           | «Мілвокі Бакс»          | 72  | 22  | 23.8 | .468 | .385 | .716  | 3.1 | 1.8 | 1.0 | .2  | 7.2  |
| 2015–16           | «Вашингтон Візардс»     | 81  | 41  | 25.9 | .478 | .420 | .735  | 3.5 | 2.1 | .9  | .2  | 7.9  |
| 2016–17           | «Фінікс Санз»           | 64  | 7   | 21.3 | .454 | .379 | .662  | 3.5 | 1.9 | .7  | .3  | 6.8  |
| 2017–18           | «Фінікс Санз»           | 48  | 0   | 14.3 | .393 | .363 | .771  | 2.0 | 1.6 | .5  | .2  | 3.2  |
| 2018–19           | «Бруклін Нетс»          | 59  | 25  | 20.7 | .423 | .351 | .696  | 2.6 | 1.4 | .6  | .3  | 4.9  |
| 2019–20           | «Лос-Анджелес Лейкерс»  | 45  | 1   | 8.1  | .400 | .529 | 1.000 | 1.2 | .6  | .3  | .1  | 1.5  |
| 2020–21           | «Лос-Анджелес Лейкерс»  | 12  | 0   | 6.8  | .222 | .333 | —     | 1.8 | .4  | .1  | .1  | .5   |
| Усього за кар'єру | Усього за кар'єру       | 904 | 286 | 22.3 | .463 | .393 | .732  | 3.2 | 1.5 | .8  | .2  | 7.3  |

### Плей-оф
| Сезон             | Команда                 | GP | GS | MPG  | FG%  | 3P%  | FT%   | RPG | APG | SPG | BPG | PPG |
| ----------------- | ----------------------- | -- | -- | ---- | ---- | ---- | ----- | --- | --- | --- | --- | --- |
| 2010              | «Фінікс Санз»           | 16 | 0  | 23.6 | .465 | .424 | .607  | 3.8 | 1.8 | 1.1 | .4  | 7.6 |
| 2014              | «Лос-Анджелес Кліпперс» | 7  | 0  | 6.4  | .273 | .500 | .000  | .9  | .3  | .1  | .0  | 1.3 |
| 2015              | «Мілвокі Бакс»          | 6  | 0  | 18.3 | .467 | .571 | .571  | 1.8 | 1.3 | 2.0 | .3  | 6.7 |
| 2019              | «Бруклін Нетс»          | 4  | 2  | 20.5 | .273 | .222 | 1.000 | .5  | 2.8 | .8  | .3  | 3.0 |
| 2020              | «Лос-Анджелес Лейкерс»  | 9  | 0  | 3.4  | .000 | .000 | .000  | .2  | .0  | .4  | .1  | .0  |
| 2021              | «Лос-Анджелес Лейкерс»  | 2  | 0  | 2.5  | —    | —    | —     | .0  | .0  | .0  | .0  | .0  |
| Усього за кар'єру | Усього за кар'єру       | 44 | 2  | 14.8 | .423 | .418 | .641  | 1.8 | 1.1 | .9  | .2  | 4.2 |